# Источна Јерменија
Источна Јерменија (јерм. Արևելյան Հայաստան) је појам који користе Јермени да би описали источне дијелове Јерменске висоравни, традиционалне домовине Јермена. између 4. и 20. вијека, Јерменија је дијељена више пута и појмови Источна и Западна Јерменија су кориштени да би разликовали дијелови под страном окупацијом или контролом. Није постојала јасна граница између њих. Појам је кориштен да би се означила:
- Персијска Јерменија, која је успостављена 387. године (под полунезависном јерменском управом и потпуном персијском од 428.)[2] када је земља подијељена између Византијског и Сасанидског царства и послије Арапског освајања Јерменије средином 600-тих година. Више се користи да би описала Сафавидска Јерменија послије мира у Амасији 1555. године све до 1828. године, када је припала Руској Империје послије Тукрманчајског мировног споразума.[1]
- Руска Јерменија, подручје насељено јерменским становништвом под управом Руске Империје између 1828. и 1917.[1]